# De Kriegels
De Kriegels is een Belgische stripreeks die voor het eerst is verschenen in 2006 met Ivan Adriaenssens als scenarist en Steven Dhondt als tekenaar. Deze reeks werd uitgegeven door Standaard. Deze verhalen zijn geschreven naar de gelijknamige boeken van Marc De Bel

## Albums
Alle albums zijn geschreven door Ivan Adriaenssens, getekend door Steven Dhondt en uitgegeven door Standaard. 
1. Kriegels in concert! (2006)
2. De roep van de duivel (2007)
3. De geest van Krigelia (2007)
4. American home video (2007)
5. De kriegelwortels (2008)
6. Caravan Bonansa (2008)
7. Happy Halloween, Mister Zablowski! (2008)